# Peter Bäuerle
Peter Bäuerle (* 3. April 1956 in Grötzingen, Landkreis Esslingen) ist ein deutscher Chemiker.

## Leben
Bäuerle studierte in Stuttgart Chemie, machte 1982 bei Franz Effenberger sein Diplom und wurde 1985 an der Universität Stuttgart ebenfalls bei Effenberger promoviert. Danach war er Post-Doktorand bei Mark S. Wrighton am Massachusetts Institute of Technology in Cambridge, USA. Bäuerle wurde 1994 an der Universität Stuttgart habilitiert. 1994 wurde er Professor an der Universität Würzburg. 1996 ging er an die Universität Ulm. Er ist dort Direktor am Institut für Organische Chemie II und Neue Materialien und Leiter des Servicecenters für Massenspektrometrie.

## Wirken
Die Forschungsschwerpunkte von Bäuerle sind präparative organische und supramolekulare Chemie der Heterocyclen und Aromaten sowie der organischen Materialien. Die Synthese und Charakterisierung von leitenden und halbleitenden Oligo- und Polythiophenen und deren Anwendung in der organischen Elektronik spielen eine zentrale Rolle. Er hat derzeit mehr als 360 referierte Originalpublikationen, neun Buchartikel und fünfzehn Patente veröffentlicht.
Bäuerle ist Mitgründer der Fabrik Heliatek GmbH (Dresden und Ulm), die sich mit der Entwicklung und Produktion von organischen Solarzellen beschäftigt. Er war von 2009 bis 2012 Vizepräsident für Forschung an der Universität Ulm und von 2011 bis 2015 Mitglied des Aufsichtsrats des Uniklinikums Ulm. Am 27. März 2013 wurde er in der Sektion Chemie unter der Matrikel-Nr. 7520 als Mitglied in die Deutsche Akademie der Naturforscher Leopoldina aufgenommen. 

## Auszeichnungen
- 2000: Descartes-Preis, gemeinsam mit Elena Mena-Osteritz und Günther Götz, Universität Ulm
- 2002: Japan Society for the Promotion of Science-Fellowship Award an der Osaka Universität, Japan
- 2003: Gastprofessur, Université de Rennes I, Frankreich
- 2004: Ruf auf eine C4-Professur für das Fach „Organische Chemie komplexer Systeme“ an der Universität Bonn
- 2008: Wilsmore-Gastprofessur, University of Melbourne, Australien
- 2010: Gastprofessur, Shanghai Jia Tong University, China
- 2012: Gastprofessur, University of Florida, Gainesville, USA
- 2013: Gewähltes Mitglied der Leopoldina[1]
- 2014: Kooperationspreis Wissenschaft-Wirtschaft der Universität Ulm
- 2016: Gewähltes Mitglied der EURASC, European Academy of Sciences
- 2018: Highly cited researcher, Web of Science
- 2022: Emil-Fischer-Medaille, GDCh